# Kaito Streets
Kaito Streets, född 6 juni 1994, är en japansk fäktare som tävlar i sabel.

## Karriär
Vid olympiska sommarspelen 2020 i Tokyo, som arrangerades 2021, blev Streets utslagen i sextondelsfinalen i sabel av amerikanske Eli Dershwitz. Han var även en del av Japans lag tillsammans med Tomohiro Shimamura, Kenta Tokunan och Kento Yoshida som slutade på nionde plats i lagtävlingen i sabel.
Vid asiatiska mästerskapen 2025 i Bali tog Streets brons individuellt i sabel samt guld i lagtävlingen tillsammans med Mao Kokubo, Shido Tsumori och Kento Yoshida.